# Epson R-D1
Epson R-D1 — первый в мире цифровой дальномерный фотоаппарат, разработан компанией Seiko Epson, выпускался с 2004 года по 2014 год фирмой Cosina.
Модификации: Epson R-D1s, Epson R-D1x и Epson R-D1xG (с 2009 года).

## Технические характеристики
- Корпус изготовлен из магниевого сплава.
- Сенсор — ПЗС-матрица с размером 23,7×15,6 мм (APS-C). 6,1 млн. (3008×2000) пикселей. Матрица адаптирована для работы с широкоугольными объективами.
- Объектив съёмный, крепление — байонет Leica M.
- Кроп-фактор 1,53; нормальный объектив — с фокусным расстоянием 35 мм.
- Видоискатель оптический, совмещён с дальномером, увеличение окуляра 1×.
  - В поле зрения видоискателя видны переключаемые кадровые рамки для сменных объективов с фокусным расстоянием 28, 35 и 50 мм.
- Экран — 2,0 дюймовый TFT-дисплей, 130 тыс. пикселей, с регулировкой яркости.
- Фотографический затвор фокальный, с электронным управлением, с вертикальным движением шторок, выдержки от 1 до 1/2000 сек и «В». Курковый взвод затвора.
- Режимы отработки экспозиции: ручной и автоматический с приоритетом диафрагмы.
- Экспокоррекция ± 2 EV с шагом 1/3 EV.
- Центральный синхроконтакт, выдержка синхронизации 1/125 сек.
- Запись кадров в формате JPEG и Raw.
- Резьба штативного гнезда 1/4 дюйма.
- Отсутствует:
  - автоспуск;
  - автофокус;
  - цифровой зум;
  - аудио- и видеозапись;
  - видеовыход (подключение к телевизору);
  - прямая печать с помощью принтера;
  - USB.